# Asiocoleus
Asiocoleus é um gênero monotípico de coleópteros da família Asiocoleidae.

## Espécie
- Asiocoleus novojilovi Rohdendorf, 1961